# Masacrul de la Nușfalău
La 8 septembrie 1940, în comuna Nușfalău-Sălaj, trupe ale armatei maghiare cu sprijinul unor localnici comit un masacru împotriva civililor români. Au fost  torturați și uciși 11 oameni din satul bihorean Almașu Mare (două femei și 9 bărbați), aflați în trecere prin Nușfalău.